# Film4
Film4 (片四) 是一家播放电影的免费数字电视台，可在英国、爱尔兰共和国和瑞士收看。由Channel 4拥有和经营。